# Submarino U-257
El submarino alemán U-257 fue un submarino tipo VIIC de la Kriegsmarine de la Alemania nazi durante la Segunda Guerra Mundial . Fue colocada en el astillero Bremer Vulkan en Bremen-Vegesack el 22 de febrero de 1941 como astillero número 22. Fue botado el 19 de noviembre y comisionado el 14 de enero de 1942 bajo el mando del Kapitänleutnant Heinz Rahe.
El U-257 fue asignado a la 5ª Flotilla de Submarinos para entrenamiento y luego transferido a la 3ª Flotilla de Submarinos para el servicio operativo.
Fue hundido por buques de guerra aliados en el Atlántico medio el 24 de febrero de 1944.

## Diseño
Los submarinos alemanes Tipo VIIC fueron precedidos por los submarinos más cortos Tipo VIIB . El U-424 tenía un desplazamiento de 769 toneladas (757 toneladas largas) cuando estaba en la superficie y 871 toneladas (857 toneladas largas) mientras estaba sumergido.  Tenía una longitud total de 67,10 m (220 pies 2 pulgadas), una longitud de casco de presión de 50,50 m (165 pies 8 pulgadas), una manga de 6,20 m (20 pies 4 pulgadas), una altura de 9,60 m ( 31 pies 6 pulgadas) y un calado de 4,74 m (15 pies 7 pulgadas). El submarino estaba propulsado por dos motores diésel sobrealimentados Germaniawerft F46 de cuatro tiempos y seis cilindros . produciendo un total de 2800 a 3200 caballos de fuerza métricos (2060 a 2350 kW; 2760 a 3160 shp) para uso en superficie, dos motores eléctricos de doble acción Siemens-Schuckert GU 343/38–8 que producen un total de 750 caballos de fuerza métricos (550 kW ; 740 shp) para usar mientras está sumergido. Tenía dos ejes y dos hélices de 1,23 m (4 pies ) . El barco era capaz de operar a profundidades de hasta 230 metros (750 pies).
El submarino tenía una velocidad máxima en superficie de 17,7 nudos (32,8 km/h; 20,4 mph) y una velocidad máxima sumergida de 7,6 nudos (14,1 km/h; 8,7 mph).  Cuando estaba sumergido, el barco podía operar durante 80 millas náuticas (150 km; 92 mi) a 4 nudos (7,4 km/h; 4,6 mph); cuando salió a la superficie, podría viajar 8.500 millas náuticas (15.700 km; 9.800 mi) a 10 nudos (19 km / h; 12 mph). El U-424 estaba equipado con cinco tubos de torpedos de 53,3 cm (21 pulgadas) (cuatro instalados en la proa y uno en la popa), catorce torpedos , un cañón naval SK C / 35 de 8,8 cm (3,46 pulgadas) , 220 rondas y dos cañones antiaéreos gemelos C/30 de 2 cm (0,79 pulgadas) . La nave contaba con una capacidad de entre cuarenta y cuatro y sesenta tripulantes..

## Historial de servicio
El barco realizó seis patrullas, pero no hundió ni dañó ningún barco. Era miembro en siete manadas de lobos.

### Primera patrulla
La primera patrulla del U-257 comenzó el 21 de septiembre de 1942 desde Bergen en Noruega. Su ruta lo llevó a través del Mar del Norte, por medio de la brecha entre las Islas Feroe y Shetland y hacia el Océano Atlántico. Atracó en La Pallice en la Francia ocupada, el 18 de octubre.

### Patrullas segunda, tercera y cuarta
Estas salidas transcurrieron sin mayores incidentes.

### Quinta patrulla
El submarino fue atacado desde el aire dos veces en un día. El U-257, en compañía del U-600 y U-615, transitaba por el Golfo de Vizcaya, saliendo a flote el 14 de junio de 1943, cuando un hidroavión Sunderland del 228 Escuadrón de la RAF soltó sus cargas de profundidad sin éxito aparente contra los tres barcos. Por la tarde, fue más o menos la misma historia, pero esta vez estuvo involucrado un Whitley del No. 10 OTU. En esta ocasión un hombre de la tripulación del submarino resultó herido. Llegó un segundo Whitley de la misma unidad, pero solo pudo intercambiar fuego con el submarino ya que había gastado todas sus cargas de profundidad en un enfrentamiento anterior, el barco escapó.

### Sexta patrulla y hundimiento
El submarino se había trasladado a St. Nazaire para reparaciones; partió de este puerto atlántico francés el 2 de enero de 1944. El 24 de febrero fue atacado y hundido en medio del Atlántico por la fragata canadiense HMCS Waskesiu, asistido por HMS Nene . (Un exmiembro de la tripulación de Waskesiu ha declarado que Nene simplemente recogió a los sobrevivientes). Treinta hombres murieron en el hundimiento, hubo diecinueve sobrevivientes.

### Manadas de lobos
El U-257 participó en siete manadas de lobos, a saber:
- Luchs (27 de septiembre - 6 de octubre de 1942)
- Falke (28 de diciembre de 1942 - 19 de enero de 1943)
- Landsknecht (19 - 28 de enero de 1943)
- Seewolf (25 - 30 de marzo de 1943)
- Adler (7 - 13 de abril de 1943)
- Meise (13 - 20 de abril de 1943)
- Specht (21 - 25 de abril de 1943)